# Cristiro
Cristiro Bistrița este o companie producătoare de sticlă din România.
A fost înființată în anul 1974 și a fost privatizată în 1998, când pachetul majoritar a fost cumpărat de VRG SRL din Bistrița.
VRG SRL a vândut ulterior pachetul de acțiuni companiei Art Glas, deținută de Constantin Moraru, care mai deține și compania producătoare de sticlă Geromed.
În anul 2003, Cristiro producea circa 140.000 pahare pe lună, plus 30-40.000 de obiecte mai mari (boluri sau vaze).
Număr de angajați în 2003: 800
Cifra de afaceri în 2002: 3,5 milioane euro